# فدریکو آنجیولی
فدریکو آنجیولی (انگلیسی: Federico Angiulli؛ زادهٔ ۴ مارس ۱۹۹۲) بازیکن فوتبال اهل ایتالیا است.
از باشگاه‌هایی که در آن بازی کرده‌است می‌توان به باشگاه فوتبال آولینو، باشگاه فوتبال رجانا، و باشگاه فوتبال یو. اس. پرگولیتزه اشاره کرد.